# リカルド・ノルドローク追悼の葬送行進曲
『リカルド・ノルドローク追悼の葬送行進曲』（Sørgemarsj over Rikard Nordraak）EG 107は、エドヴァルド・グリーグが作曲した管楽オーケストラ（吹奏楽）のための作品。タイトルは『リカール・ノールロークのための葬送行進曲』と表記されることもある。

## 概要
グリーグは1歳年上の作曲家リカルド・ノルドロークと親しかった。民俗音楽に基づいた国民的な様式を確立しようというグリーグの野心は、ノルドロークとの友情に負うところが大きい。しかし、ノルドロークは1866年3月20日に23歳の若さで世を去り、その知らせを聞いたグリーグは悲しみに打ちひしがれた。このことを受けて、同年4月6日にグリーグはこの作品を作曲し、翌日にはトリオ部分を付け加えた。この葬送行進曲はその夏にピアノ独奏曲として出版されたが、グリーグは翌1867年にこれを金管楽器と打楽器のために編曲した。さらにその後、1880年代に当時の標準的な軍楽隊（吹奏楽）のために編曲し、大幅な改訂を加えてノルドロークの生誕50周年にあたる1892年に出版した。
現在は演奏されることが極端に少なく、演奏会で取り上げられることもほとんどない。
この曲にはヨハン・ハルヴォルセンの編曲によるオーケストラ版も存在し、これはグリーグ自身の葬儀の際に演奏された。

## 編成
ピアノ版
ピアノ独奏
金管合奏版
トランペット 3、ホルン 3、トロンボーン 3、チューバ、スネアドラム、バスドラム
軍楽隊版
| 木管 | 木管                 | 金管  | 金管               | 弦・打 | 弦・打                    |
| ---- | -------------------- | ----- | ------------------ | ------ | ------------------------- |
| Fl.  | 1 (E♭), Picc. 1 (E♭) | Crnt. | 2 (E♭), Tp. 2 (E♭) | Cb.    |                           |
| Ob.  | 2                    | Hr.   | 2 (E♭)             | Timp.  |                           |
| Fg.  | 2                    | Tbn.  | 2 (alto & tenor)   | 他     | S.D., B.D., Cymb., Tam-t. |
| Cl.  | 2 (B♭), E♭ 2         | Eup.  |                    | 他     | S.D., B.D., Cymb., Tam-t. |
| Sax. |                      | Tub.  | 2                  | 他     | S.D., B.D., Cymb., Tam-t. |

## 構成
各1対のクラリネット（E♭管及びB♭管）、コルネット、トランペット、さらに2つのチューバを含んだ楽器法は、変ロ短調の主部の重々しい足どりにも、また長調の中間部の慰めるようなノルウェー風の旋律もうまく適ったものである。
演奏時間は約6分。なお、ピアノ版とハルヴォルセンのオーケストラ版はイ短調であるが、金管合奏版と軍楽隊版は変ロ短調に移調されている。